# Томаш Янотка
Томаш Янотка (чеськ. Tomáš Janotka, нар. 4 березня 1982) — чеський футболіст, що грав на позиції захисника, півзахисника. По завершенні ігрової кар'єри — тренер. З 2024 року очолює тренерський штаб команди «Сігма» (Оломоуць). Виступав, зокрема, за клуб «Сігма» (Оломоуць). Володар Кубка Чехії і як гравець, і як тренер.

## Ігрова кар'єра
Томаш Янотка народився 1982 року. Займався в юнацьких командах футбольних клубів «Жиденіце», «Буковіце» та «Дрновиці». У 2002 року Янотка розпочав грати за нижчолігову команду ВМГ (Кійов), а в 2003—2004 роках грав за нижчолігові команди «Пошторна» та «Жиденіце».
У 2005 році Томаш Янотка став гравцем клубу «Сігма» (Оломоуць), у якому безперервно грав до 2013 року, та став основним гравцем захисної лінії команди. У складі команди в сезоні 2011—2012 роках футболіст став володарем Кубка Чехії.
У 2013 році клуб «Сігма» віддав Янотку в оренду до клубу «Брно», а в 2015 році футболіст грав у оренді в клубі «Динамо» (Чеські Будейовиці), і в цьому ж році завершив виступи на футбольних полях.

## Кар'єра тренера
Томаш Янотка розпочав тренерську кар'єру за короткий час по завершенні кар'єри гравця, 2018 року, увійшовши до тренерського штабу клубу «Сігма» (Оломоуць), де на різних посадах пропрацював з 2018 по 2023 рік. У 2023—2024 роках Янотка входив до тренерського штабу юнацької збірної Чехії віком гравців до 19 років. З 2024 року тренер очолив першу команду клубу «Сігма». У перший же рік роботи Янотка привів клуб до перемоги в Кубку Чехії.

## Титули і досягнення

### Як гравця
- Володар Кубка Чехії (1):

«Сігма» (Оломоуць): 2011–2012

### Як тренера
- Володар Кубка Чехії (1):

«Сігма» (Оломоуць): 2024–2025